# نظام الأسعار
علم الاقتصاد، يُعرّف نظام الأسعار (بالإنجليزية: Price System) بأنه الإطار الذي تُحدَّد من خلاله تقييمات أشكال الملكية المختلفة، سواء كانت ملموسة أو غير ملموسة. يُستخدم نظام الأسعار في جميع المجتمعات لتنظيم تخصيص الموارد وتبادلها استجابةً لواقع الندرة. حتى في الأنظمة الاقتصادية غير النقدية، مثل المقايضة، تُستخدم آليات سعرية ضمنية لتحديد نسب التبادل بين السلع أو الخدمات، مما يعكس تقييماتها النسبية.
قد يكون نظام الأسعار (Price System) أحد الأنماط التالية:
- نظام أسعار منظم: حيث يتم تحديد الأسعار من قِبل سلطة مركزية، كالدولة أو وكالة تنظيمية، وغالبًا ما تُستخدم الأسعار الثابتة (Fixed Prices) في هذا السياق لضبط الأسواق أو تحقيق أهداف اجتماعية محددة.
- نظام أسعار حر: حيث تُترك الأسعار لتُحدد بحرّية من خلال قوى السوق—أي العرض والطلب—دون تدخل مباشر من قبل السلطات.
- نظام أسعار مختلط: وهو النظام الأكثر شيوعًا في الاقتصاديات الحديثة، ويجمع بين عناصر من النظامين السابقين؛ حيث تُترك بعض الأسعار لتحدّدها الأسواق، في حين تخضع أسعار أخرى للضبط الحكومي أو التنظيم المؤسسي[1]

## تاريخ نظام الأسعار
كانت أنظمة الأسعار موجودة منذ بداية التبادلات الاقتصادية. تحوّل نظام الأسعار إلى جزء من النظام الرأسمالي العالمي الذي ساد بحلول أوائل القرن الحادي والعشرين. فقد حافظ الاتحاد السوفييتي والدول الشيوعية الأخرى ذات الاقتصادات المركزية المخططة على أنظمة أسعار خاضعة للرقابة. سواء استُخدم الروبل أو الدولار، فإن السمة المميزة لنظام الأسعار هي اعتماد المال كمرجع ومعيار حاسم لاتخاذ القرار الاقتصادي. وبعبارة أخرى، نادرًا ما تُتخذ قرارات دون النظر إلى التكاليف النقدية وإمكانية تحقيق الربح ضمن هذا النظام.

### تطور الفكر الاقتصادي الاشتراكي
كتب الخبير الاقتصادي الأمريكي ثورستين فيبلين مقالاً أساسياً تناول فيه تطور مصطلح الاشتراكية كما نوقش في هذه المقالة، بعنوان "المهندسون ونظام الأسعار".
في الفصل السادس من المقال، المعنون "مذكرة حول السوفييت العملي للفنيين"، يناقش فيبلين إمكانية حدوث ثورة اشتراكية في الولايات المتحدة على غرار ما كان يحدث آنذاك في روسيا (حيث لم تكن السوفييتات قد تحولت بعد إلى دولة؛ إذ تأسس الاتحاد السوفييتي لاحقاً في عام 1922).
وفقًا لبكمان، فإن المفهوم الأصلي للاشتراكية تضمن استبدال النقود كوحدة للحساب والأسعار النقدية بشكل عام بالحساب العيني (أي التقييم على أساس الوحدات الطبيعية). كما شمل استبدال القرارات التجارية والمالية بمعايير هندسية وتقنية في إدارة الاقتصاد.
وبالتالي، فإن الاشتراكية كانت تُصوَّر كنظام يعمل وفق ديناميكيات اقتصادية مختلفة تمامًا عن تلك التي تحكم الرأسمالية ونظام الأسعار.في ثلاثينيات القرن العشرين، قام الاقتصاديان أوسكار لانغه وأبا ليرنر بتطوير نموذج شامل للاقتصاد الاشتراكي يعتمد على استخدام نظام الأسعار والنقود لتخصيص السلع الرأسمالية. وعلى خلاف نظام الأسعار في السوق الحرة، كانت الأسعار في هذا النموذج "الاشتراكي" تُحدَّد من قِبل مجلس التخطيط بحيث تساوي التكلفة الحدّية للإنتاج، بهدف تحقيق كفاءة باريتو كما تُصوِّرها النظرية الكلاسيكية الجديدة.
ونظرًا لاعتماد هذا النموذج من الاشتراكية على النقود والأسعار المُدارة بدلًا من الحسابات العينية القائمة على الكميات المادية، فقد أُطلق عليه "الاشتراكية السوقية". وقد أقر أوسكار لانغه بأن الحسابات في النظام الاشتراكي يجب أن تُجرى من حيث القيمة، مع وجود نظام أسعار فعّال، دلاً من الاعتماد على معايير طبيعية أو هندسية بحتة كما هو الحال في التصورات الكلاسيكية للاشتراكية.

### رؤية هايك لنظام الأسعار
زعم الاقتصادي النمساوي فريدريش هايك أن نظام الأسعار الحرة يتيح التنسيق الاقتصادي من خلال الإشارات التي توفّرها الأسعار المتغيرة. وتُعدّ هذه الفكرة من أبرز مساهماته وأكثرها تأثيرًا في علم الاقتصاد، إذ رأى أن تغيّر الأسعار يعكس المعلومات المتفرقة في السوق، ويوجّه قرارات المنتجين والمستهلكين دون الحاجة إلى سلطة مركزية.
في مقالته الشهيرة "استخدام المعرفة في المجتمع" (بالإنجليزية: The Use of Knowledge in Society) التي نُشرت عام 1945، كتب فريدريش هايك:
«إن نظام الأسعار ليس سوى أحد تلك التشكيلات التي تعلّم الإنسان استخدامها، رغم أنه لا يزال بعيدًا عن فهمها الكامل أو استغلالها الأمثل، وقد صادفها دون وعي مسبق. ومن خلال هذا النظام، لم يتحقق تقسيم العمل فحسب، بل أُتيح أيضًا استخدام الموارد بطريقة منسقة تعتمد على معرفة موزعة بين الأفراد. وغالبًا ما يُساء فهم هذا الطرح، ويُتهم بأنه يفترض – خطأً – نشوء النظام تلقائيًا بوصفه الأنسب للحضارة الحديثة. لكن الحقيقة، كما يشير هايك، هي أن الإنسان تمكّن من تطوير حضارته المعتمدة على تقسيم العمل لأنه صادف نظامًا (مثل نظام الأسعار) أتاح له ذلك. ولو لم يفعل، لكان من الممكن أن تتخذ الحضارة البشرية شكلًا آخر بالكامل، ربما شبيهاً بمجتمع النمل الأبيض، أو غير قابل للتصور.»